# Navas de Oro
Navas de Oro é um município da Espanha na província de Segóvia, comunidade autónoma de Castela e Leão, de área 62,5 km² com população de 1474 habitantes (2007) e densidade populacional de 23,15 hab/km².

## Demografia
| Variação demográfica do município entre 1991 e 2004 | Variação demográfica do município entre 1991 e 2004 | Variação demográfica do município entre 1991 e 2004 | Variação demográfica do município entre 1991 e 2004 |
| --------------------------------------------------- | --------------------------------------------------- | --------------------------------------------------- | --------------------------------------------------- |
| 1991                                                | 1996                                                | 2001                                                | 2004                                                |
| 1504                                                | 1488                                                | 1465                                                | 1438                                                |